# Ducado da Prússia

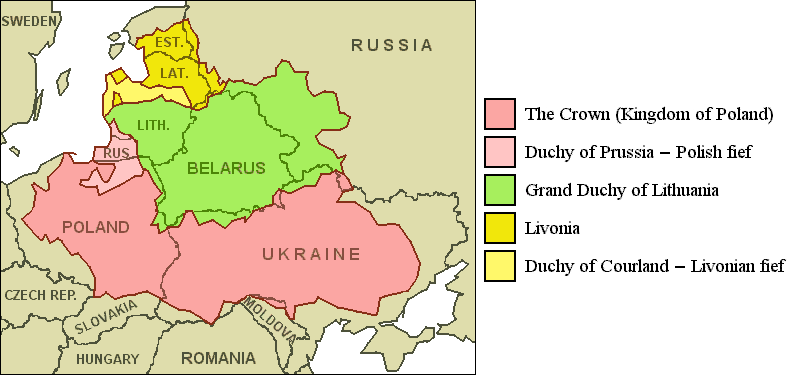
A República das Duas Nações com suas principais sub-divisões, superimpostas às atuais fronteiras nacionais.

A Prússia Ducal (ou Ducado da Prússia) foi, entre 1525 e 1657, um feudo na costa báltica, subordinado à Ordem Teutônica. Ela surgiu como resultado de uma guerra (1454-1466) entre a Polônia e a Ordem Teutônica. Sua capital era Königsberg e o idioma oficial era o alemão. 
A referência histórica à Prússia Ducal deve-se ao fato da existência de duas Prússias à época: esta e a Prússia Real, um feudo localizado mais ao sudoeste, que se distinguia por ser subordinado à coroa polonesa sob a forma de união pessoal (quando um único chefe de Estado comanda dois estados independentes). 
Em 1701, tanto a Prússia Ducal quanto a Prússia Real foram integradas ao recém-criado Reino da Prússia e corresponderiam à província de Ostpreußen (Prússia Oriental).